# Richard Archbold
Richard Archbold (ur. 9 kwietnia 1907, zm. 1 sierpnia 1976) – amerykański zoolog i badacz Nowej Gwinei.